# Cyrtodactylus payacola
Cyrtodactylus payacola là một loài thằn lằn trong họ Gekkonidae. Loài này được Johnson, Quah Anuar, Muin, Wood, Grismer, Greer, Onn, Ahmad, Bauer & Grismer mô tả khoa học đầu tiên năm 2012.